# آشر بيريس
آشر بيريس (بالعبرية: אשר פרס‏) هو فيزيائي إسرائيلي، ولد في 30 يناير 1934 في Beaulieu-sur-Dordogne ‏ في فرنسا، وتوفي في 2005 في حيفا في إسرائيل.